# 保加利亞的基里爾王子
基里爾·普萊斯拉夫斯基（1895年11月17日—1945年2月1日）是保加利亞沙皇斐迪南一世的次子。
1943年，基里爾的哥哥鮑里斯三世去世，基里爾被指定為姪子西美昂二世的攝政。1944年9月，蘇聯向保加利亞宣戰，當月祖國前線在蘇聯支持下發動政變並掌握了政權。1945年，基里爾以及許多前政府官員被處決。